# Ethyllaurylarginat
Ethyllaurylarginat (kurz: LAE) ist eine organisch-chemische Verbindung, die sich von der Laurinsäure ableitet. Es wird fast ausschließlich das Hydrochlorid benutzt, das als Konservierungsmittel mit der Nummer E 243 in verarbeiteten Fleischprodukten und als Kosmetikzusatzstoff für viele Kosmetika in der EU zugelassen ist.

## Gewinnung und Darstellung
Ethyllaurylarginat kann in zwei Schritten aus dem Säurechlorid der Laurinsäure, L-Arginin und Ethanol hergestellt werden.
Im ersten Schritt wird die Carboxygruppe der Aminosäure Arginin mit Ethanol verestert, wobei Ethylarginat entsteht. Dazu wird Thionylchlorid als Katalysator verwendet.
Im zweiten Schritt wird das Ethylarginat mit Laurinsäurechlorid zu Ethyllaurylarginat umgesetzt. Dabei wird die α-Aminogruppe des Ethylarginats zum Amid umgesetzt. Das Produkt wird dabei als Hydrochlorid erhalten.
Da nur das natürlich vorkommende und günstigere L-Arginin eingesetzt wird, wird ausschließlich das (S)-Stereoisomer gebildet.

Ein Naturkosmetikprodukt, das Ethyllaurylarginat enthält

## Eigenschaften
Ethyllaurylarginat-Hydrochlorid wirkt gegen eine Vielzahl an grampositiven und gramnegativen Bakterien, Hefen und Schimmelpilzen. Es verhindert das Wachstum von Mikroorganismen, indem es auf die Zellmembran und das Cytoplasma einwirkt. Allerdings findet keine vollständige Zell-Lyse statt.

## Verwendung und Begrenzung
Das Hydrochlorid des Ethyllaurylarginats wird aufgrund seiner Eigenschaften hauptsächlich als Konservierungsmittel in Lebensmitteln und Kosmetika benutzt.
Im Lebensmittelbereich darf es als solches in der EU nur für wärmebehandeltes, verarbeitetes Fleisch eingesetzt werden, um die mikrobiologische Qualität zu verbessern und das Wachstum von Mikroorganismen zu unterbinden.
Dabei beträgt die erlaubte Zusatzmenge 160 mg/kg und die Erlaubte Tagesdosis wird von der EFSA auf 0,5 mg pro Kilogramm und Tag festgelegt. In den USA genießt der Stoff den Status Generally Recognized As Safe (GRAS).
Es darf in Deutschland in vielen Kosmetika eingesetzt werden. In Seifen, Anti-Schuppen-Shampoos und Deorollern darf es bis zu 0,8 % enthalten sein und in anderen Kosmetika außer Lippenmitteln, Mundmitteln und Sprays bis zu 0,4 %. Ethyllaurylarginat kann auch in Naturkosmetika vorkommen, da es aus natürlichen Rohstoffen hergestellt werden kann.
Außerdem wird es als möglicher antimikrobieller Zusatz in Lebensmittelverpackungen untersucht.